# Jeremiah Johnson
Pour les articles homonymes, voir Jeremiah et Johnson.
Ne doit pas être confondu avec Jeremiah Johnson (football américain).
Pour plus de détails, voir Fiche technique et Distribution.
Jeremiah Johnson est un film américain de Sydney Pollack, sorti en 1972.
Le film s'inspire en partie de la vie du célèbre mountain man John Johnson, connu sous le surnom « Johnson le mangeur-de-foie ». Le film est présenté en compétition officielle au festival de Cannes 1972. Il connaît un succès aussi bien commercial que critique.
Jeremiah Johnson, fuyant la civilisation et la guerre, décide de vivre seul dans le climat rude des Montagnes Rocheuses. La cohabitation avec l'une des tribus indiennes se dégrade lorsque, après avoir porté assistance à un convoi militaire, sa famille fait l'objet de lourdes représailles. Sa vengeance et son courage en font une figure légendaire.

## Synopsis
Dans les années 1850, Jeremiah Johnson, un vétéran de la guerre américano-mexicaine, décide de fuir la violence des hommes et la civilisation pour gagner les hauteurs sauvages des montagnes Rocheuses. Mal préparé à cette rude vie, il connaît des débuts difficiles ; jusqu’au jour où il fait la rencontre de « Griffes d’Ours », un vieux chasseur de grizzlis qui lui apprend le dur métier de trappeur et les coutumes des Indiens.
Un jour, Jeremiah découvre une cabane dont les occupants pionniers ont été massacrés par des Indiens. À la demande de la mère devenue folle à la suite de ce traumatisme, Jeremiah recueille alors un jeune garçon survivant de cette tuerie, et le nomme Caleb. Peu après, les deux personnages font la rencontre de Del Gue, un chasseur cynique et malhonnête et chauve de circonstance (pour éviter d'attirer l'attention sur son scalp), détroussé et enterré jusqu'au cou par les Indiens Pieds-Noirs. Avec l’aide de Jeremiah, ce dernier récupère ses effets personnels et vole leurs chevaux après avoir scalpé trois Indiens de la tribu en guise de vengeance.
Le lendemain, ils rencontrent tous trois une tribu adverse, les Têtes-Plates. Le chef de la tribu Deux-Langues, qui parle français, offre sa fille « La Cygne » (en anglais, Swan) à Jeremiah en compensation du cadeau des scalps et des chevaux que celui ci lui donne. Après la cérémonie de mariage, Del Gue quitte ses compagnons en leur souhaitant une bonne lune de miel. Après avoir longtemps erré, Jeremiah trouve enfin un endroit idéal pour construire une habitation et fonder une famille heureuse avec Swan et Caleb.
Un jour, des militaires demandent l’aide de Jeremiah afin de les guider vers un convoi de colons bloqué par la neige. En chemin, afin de gagner du temps, ils profanent un cimetière de la tribu des Corbeaux en le traversant contre l'avis de Jeremiah. À son retour, Jeremiah découvre Swan et Caleb tués par les Corbeaux. Il sombre alors dans une vendetta personnelle contre eux, qui en retour le poursuivent sans relâche d'embuscades en embuscades. Il partira finalement vers le Canada, recroisant une dernière fois Del Gue, qui s'est laissé pousser les cheveux pour laisser une « trace sur cette terre ». Puis retournant sur le site de la ferme des parents de Caleb, il y apprend par les nouveaux colons, Qualen et sa famille, que la mère de Caleb est morte. Jeremiah y trouve également une sorte de monument en forme de tombe commémorative dressée en son honneur par les Indiens qui y laissent périodiquement des tributs votifs. Plus tard, il rencontre à nouveau son ami « Griffes d’Ours », toujours à la chasse au grizzli, et qui lui réaffirme sa préférence pour la vie rude des montagnes.
Le film se clôt sur une rencontre avec « Chemise Rouge » un indien Corbeau, ennemi de Jeremiah, et qui semble être derrière les attaques répétées contre lui. L'Indien lève son bras dans un geste de paix que Jeremiah lui retourne après un moment d'hésitation.

## Fiche technique
Sauf indication contraire, les informations mentionnées dans cette section peuvent être confirmées par la base de données cinématographiques IMDb,  présente dans la section « Liens externes ».
- Réalisation : Sydney Pollack
- Scénario : John Milius et Edward Anhalt, d'après les romans Mountain Man de Vardis Fisher et Crow Killer de Raymond V. Throp et Robert Bunker
- Direction artistique : Ted Haworth
- Décors : Ray Molyneaux
- Costumes : Wesley Jeffries
- Photographie : Duke Callaghan (en)
- Montage : Thomas Stanford
- Musique : John Rubinstein et Tim McIntire (chansons interprétées par Tim McIntire dans la version originale[1] - interprète indéterminé pour la VF)
- Casting : Lynn Stalmaster
- Production : Joe Wizan

Producteurs associés : John R. Coonan et Mike Moder
- Sociétés de production : Sanford Productions et Warner Bros.
- Sociétés de distribution : Warner Bros. (États-Unis), Warner-Columbia Film (France)
- Budget : 3,1 millions de dollars
- Pays d'origine :  États-Unis
- Langues originales : anglais, français
- Format : Couleur (Technicolor) - 2.20:1 (pour les copies 70 mm), 2.35:1 - 35 mm
- Genre : anti-western
- Durée : 108 minutes
- Dates de sortie[2] : 
  - France : mai 1972 (festival de Cannes 1972 - compétition officielle)
  - France : 15 septembre 1972
  - États-Unis : 21 décembre 1972 (sortie limitée à New York)

## Distribution
- Robert Redford (VF : Gérard Dessalles VB[Quoi ?] : Jean Dupond Lois) : Jeremiah Johnson
- Will Geer (VF : Henri Virlogeux) : Chris Lapp, dit « Griffes d'ours » (« Bear Claw Chris Lapp » en VO)
- Stefan Gierasch (VF : Henry Djanik) : Del Gue
- Josh Albee (en) : Caleb
- Delle Bolton : Swan
- Paul Benedict (VF : Georges Atlas) : le révérend Lindquist
- Jack Colvin (VF : Albert Augier) : le lieutenant Mulvey
- Joaquín Martínez : l'indien Chemise Rouge
- Richard Angarola : l'indien Lebeaux, dit « Deux-Langues » (« Two-Tongues » en VO), le chef des Têtes-Plates
- Allyn Ann McLerie (VF : Perrette Pradier) : la femme folle
- Matt Clark : Qualen
- Charles Tyner (VF : Claude Joseph) : Robidoux
- Tim McIntire (VF : Jacques Thébault) : le narrateur

## Production

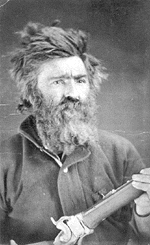
John Johnston.

La vie du personnage historique John Johnson, dit « Crow Killer » (le « tueur de Corbeaux ») ou « Johnson le mangeur-de-foie », a servi de modèle à celle du héros du film.
Robert Redford aurait contribué au scénario, bien que non crédité comme tel au générique.

## Accueil

### Critique
Sur le site agrégateur de critiques Rotten Tomatoes, le film est crédité d'un score de 95 % d'avis positifs, sur la base de 20 critiques collectées et une note moyenne de 7,10 sur 10 ; le consensus du site indique : « Le rythme délibéré de Jeremiah Johnson exige un investissement de la part du spectateur, mais il est récompensé par un drame réfléchi, ancré par la performance vedette de Robert Redford ». Sur Metacritic, le film obtient une note moyenne pondérée de 75 sur 100, sur la base de 7 critiques collectées ; le consensus du site indique : « Avis généralement favorables ».
Le critique de cinéma Roger Greenspun (en) du New York Times a indiqué dans sa critique du film en 1972 : « Le fait que le film ne réussisse pas entièrement est peut-être moins la faute de l'acteur ou de la conception que celle d'un scénario qui a tendance à peser sur ses impondérables et qui donne parfois l'impression qu'il aurait pu être écrit par les auteurs de la Bible... Mais, malgré toute son implication dans l'art cinématographique académique, Jeremiah Johnson est plein de compensations. Il y a [des moments] d'une grande beauté et d'une grande terreur et d'un pathétique profondément mérité ».
Pour Romain Genissel du site spécialisé Critikat, « Jeremiah Johnson est l’un des seuls films de la décennie [1970] à autant préserver les codes classiques du genre qu’à discrètement s’en émarger » ; il ajoute que le film « fonctionne et enivre encore aujourd’hui avant tout grâce à son échafaud soigné ».

### Box-office
Le film a reçu des critiques très positives et a été un succès au box-office, rapportant un total de 44,7 millions de dollars de recettes, pour un budget de production de 3,1 millions de dollars, ce qui en fait le 6e film américain le plus rentable de l'année 1972.

## Distinctions
Le film est présenté en compétition officielle pour la Palme d'or au festival de Cannes 1972. Il reçoit par ailleurs le prix du meilleur film aux Western Heritage Awards (en) 1972.

## Analyse
Le film est une étude quasi documentaire sur la vie au sein de la nature hostile, loin des saloons et chevauchées homériques où « la figure errante et quelque peu tourmentée de Jeremiah Johnson n’a rien d'un John Wayne sans peur et sans reproche ».
Dans la lignée du film Little Big Man (1970) d'Arthur Penn, les indiens de Jeremiah Johnson sont décrits avec un réalisme documentaire ; leur culture est filmée sans condescendance ni manichéisme. Par exemple, Lebeaux, chef christianisé de la tribu indienne Têtes-Plates, s'exprime en français dans la version originale du film, en cohérence avec leur évangélisation par Pierre-Jean De Smet.
Le film peut être interprété comme un voyage initiatique, à la façon d'Easy Rider ou Apocalypse Now avec une forme de communion avec la nature évoquant Dersou Ouzala d'Akira Kurosawa ou Délivrance de John Boorman.
Cependant, à l'instar de Robert Aldrich dans Fureur apache, mais plus adroitement, le réalisateur Sydney Pollack refuse toute idéalisation des Indiens et de leurs coutumes, présente dans de nombreux westerns pro-indiens (comme dans le Buffalo Bill de William Wellman où le prestigieux éclaireur s'écriait : « les Indiens sont très bons si on les laisse tranquilles, ce sont des hommes de la nature »). D'après Pollack, la nature ne rend pas les Indiens meilleurs ni plus libres que les gens de la société blanche, fuie par le héros.

## Autour du film
Contrairement à sa dernière volonté, à sa mort le 21 janvier 1900 à l'age de 76 ans, le célèbre aventurier John Johnson fut enterré au cimetière des anciens combattants de Los Angeles, alors qu'il voulait reposer dans la nature sauvage.
En 1974, soit deux ans après la sortie du film, la décision est prise de respecter sa dernière volonté et de transférer son cercueil à Cody dans le Wyoming. L'acteur Robert Redford était présent ce jour-là, et a même porté le cercueil de Jeremiah Johnson.

## Dans la culture populaire
Une image animée au format GIF de Robert Redford, tirée du film et qui montre son personnage hochant la tête, est devenue par la suite un mème de réaction/une macro d'image (le « Jeremiah Johnson Nod of Approval » ; en français le « Hochement de tête d'approbation de Jeremiah Johnson ») largement utilisée sur les réseaux sociaux,.

### Revue de presse
- Danièle Parra, « Il était une fois Jeremiah Johnson », Télécâble Sat Hebdo no 1526, SETC, Saint-Cloud, 29 juillet 2019, p. 16,  (ISSN 1630-6511)